# Hişgədərə (Masallı)
Hişgədərə è un comune dell'Azerbaigian situato nel distretto di Masallı. Conta una popolazione di 2 536 abitanti.